# سردر مدرسه باقریه
سر در مدرسه باقریه مربوط به دوره صفوی است و در مشهد، خیابان آیت‌الله (بالاخیابان) واقع شده و این اثر در تاریخ ۸ مرداد ۱۳۵۴ با شمارهٔ ثبت ۱۰۸۸ به‌عنوان یکی از آثار ملی ایران به ثبت رسیده است.